# Константинов, Владимир Николаевич

Автограф

Влади́мир Никола́евич Константи́нов (род. 19 марта 1967, Мурманск) — советский и российский хоккеист, защитник. Чемпион мира 1986, 1989 и 1990 годов. Чемпион мира среди молодёжи 1986 года. Заслуженный мастер спорта СССР (1989). Обладатель Кубка Стэнли 1997 и 1998 годов в составе «Детройт Ред Уингз». Спортивная карьера Константинова оборвалась в результате автомобильной аварии в США 13 июня 1997 года, в которой он получил тяжёлые черепно-мозговые травмы.

## Биография

### ЦСКА и сборная СССР
Родился в Мурманске, где родители работали в порту. Здесь же на городских катках начал заниматься хоккеем. На одном из турниров его приметил Пётр Андреевич Аникиев, ставший его первым тренером. Первой его командой стала «Судоверфь», в её составе он выступал на юношеских соревнованиях на позиции как защитника, так и нападающего.
В 1983 году переехал в Москву по протекции Геннадия Цыганкова, который заметил Константинова в играх против юношеской команды ЦСКА. Владимир начал учиться в школе олимпийского резерва ЦСКА. Через два года хоккеист, который мог одинаково удачно сыграть как в защите, так и на позиции центрального нападающего, в составе молодёжной сборной СССР участвовал в чемпионате мира среди 20-летних в Канаде. Когда команда, завоевавшая золотые медали, возвратилась домой, на заседании Главного тренерского совета рекомендовали попробовать молодого игрока во взрослых соревнованиях. Удачная игра за ЦСКА помогла Константинову закрепиться в сборной СССР, где он был самым молодым игроком.
Выступавший в роли форварда Константинов на чемпионате мира 1986 года в Москве в десяти матчах набрал два очка (шайба и результативная передача) и вместе с командой стал победителем мирового первенства. На ЧМ-86 Константинов выступал вместе с партнером по тройке в ЦСКА и юниорской сборной СССР Каменским и спартаковцем Агейкиным, заменившим перед началом ЧМ травмированного Игоря Вязьмикина.
В 1989 и 1990 годах Константинов также становился чемпионом мира.

### Побег в США и карьера в Национальной хоккейной лиге
Приобретя права на трёх молодых одарённых советских хоккеистов, Сергея Фёдорова, Вячеслава Козлова и Владимира Константинова, на драфтах в конце 80-х годов, «Детройт Ред Уингз» решили любыми способами получить их в своё распоряжение в начале 90-х.
После того, как «Детройт» заполучил в свои ряды Сергея Фёдорова, вторым на очереди стоял Владимир Константинов. Лейтенант советской армии Константинов сначала отказался от идеи побега, предложенной Валерием Матвеевым, спортивным журналистом газеты «Правда», который был «куплен» «Детройтом». Константинов изменил мнение после турне ЦСКА по Америке в 1990—1991 гг., когда увидел, как жилось Сергею Фёдорову.
В деле с Константиновым руководство «Ред Уингз» решило применить взятки. Матвееву было выделено 30 000 долларов на расходы, и журналист начал свою работу. Он устроил Константинова в советскую больницу, где доктора неожиданно обнаружили редкую и неизлечимую болезнь. Перед сезоном 1991/92 жена Константинова, Ирина, обратилась к  Валерию Гущину, начальнику ЦСКА, и Виктору Тихонову, главному тренеру команды, с просьбой разрешить Константинову выехать в США на лечение. Подозревая неладное, Тихонов потребовал от Константинова пройти обследование в специальной армейской больнице, однако Матвеев убедил врачей с помощью денег «Ред Уингз» не изменять диагноз. В результате доктора сделали заключение, что не могут дать ни положительного, ни отрицательного ответа на болезнь Константинова, но одно очевидно — он не может больше играть в хоккей и проходить службу в Советской Армии. Затем Матвеев узнал, что Гущин отдал приказ таможенникам не выпускать Константинова из Шереметьева и конфисковать его паспорт. Найдя поддельные документы, Матвеев помог Константинову с семьёй на поезде выехать в Будапешт, где их поджидали Лайтес и адвокат эмиграционной службы США. Как и Фёдоров, свой последний этап путешествия в Детройт Константинов проделал на личном самолёте хозяина команды, Майка Илича.
В НХЛ Константинов заработал репутацию искусного, скоростного и вместе с тем исключительно агрессивного и «грязного» защитника, который умел «приклеиваться» к ведущему нападающему соперника, выключая его из игры. Среди полученных им прозвищ были «Vladinator» (от «Терминатор») и «Vlad the Impaler» (в честь Влада Цепеша, любившего сажать провинившихся на кол, — это прозвище обыгрывало манеру Константинова опасно играть клюшкой).
По итогам первого же сезона в НХЛ 1991/92 Константинов попал в команду всех звёзд для новичков.
Во время локаута 1994/95 он играл в Германии за клуб «Ведемарк».
Когда в начале сезона 1995/96 в результате обмена «Детройт Ред Уингз» приобрел из «Сан-Хосе Шаркс» Игоря Ларионова, Скотти Боумэн, главный тренер «Ред Уингз», решился на эксперимент и создал чисто русскую пятёрку: Фетисов — Константинов в защите, Козлов — Ларионов — Фёдоров в нападении. Россияне быстро нашли между собой общий язык и стали показывать искромётный, атакующий, комбинационный и результативный хоккей. По итогам регулярного чемпионата Константинов стал лучшим по показателю плюс/минус с +60. Это был выдающийся результат, которого ни один хоккеист не достигал со времён Уэйна Гретцки в 1980-х. В этот же год Константинов попал во вторую пятёрку «Всех звёзд НХЛ» и занял четвёртое место в голосовании на Норрис Трофи (приз лучшему защитнику регулярного чемпионата). «Детройт» с огромным отрывом выиграл регулярный чемпионат, одержав 62 победы, но в финале Западной конференции проиграл «Колорадо Эвеланш».
В следующем сезоне «Детройт» впервые за 42 года выиграл Кубок Стэнли, обыграв в финале в четырёх матчах «Филадельфию Флайерз». В финале Западной конференции «крылья» снова встретились с Колорадо, взяв реванш за прошлогоднее поражение в пяти матчах. Константинов играл против шведского нападающего Петера Форсберга, позволив тому набрать только одно очко. В финале ожидалось, что Константинов будет противостоять самому опасному звену «Филадельфии», в котором играли Эрик Линдрос, Джон Леклер и Микаэль Ренберг: в регулярном чемпионате защитник эффективно играл против Линдроса, дав ему набрать только одно очко и провоцируя на грубость. Однако Боумэн предпочёл выставлять против них Никласа Лидстрёма и Лэрри Мёрфи. По итогам сезона Константинов был повторно номинирован на Норрис Трофи, но проиграл Брайану Личу.
Сезон 1996/1997 оказался для Константинова последним в карьере. В НХЛ за шесть сезонов он провёл 446 игр, набрав 174 очка (47 голов и 127 передач).

### Автомобильная авария
Около 21:30 13 июня 1997 года, через шесть дней после победы в финале Кубка Стэнли, взятый напрокат лимузин, в котором Константинов, Фетисов и клубный массажист Сергей Мнацаканов возвращались с командной вечеринки в гольф-клубе, попал в аварию на Вудворд-авеню в пригороде Детройта в Бирмингеме: машина потеряла управление, вылетела с дороги и врезалась в дерево. Как позднее было установлено, водитель лимузина Ричард Гнайда находился под воздействием марихуаны. Гнайда и Фетисов получили неопасные повреждения; Гнайда единственным из находившихся в машине был пристёгнут, а Фетисов сидел так, что удар пришёлся на бедро и грудь. Через несколько дней он был выписан из госпиталя. Константинов и Мнацаканов в результате столкновения ударились головами о перегородку в салоне и несколько недель провели в коме.
Фетисов вскоре вернулся в строй и провёл ещё один сезон в НХЛ. Константинов после выхода из комы оказался прикован к инвалидному креслу, вследствие травм головы у него были нарушены речь и память. Тяжело проходило и восстановление Мнацаканова.
Гнайда в ноябре 1997 года был приговорён к девяти месяцам тюрьмы и 200 часам общественных работ с испытательным сроком в 15 месяцев. Он вышел на свободу, отбыв семь месяцев заключения.

### Жизнь после аварии
В январе 1998 года Константинова вместе со всей командой принял в Белом доме президент США Билл Клинтон.
В 1998 году «Детройт Ред Уингз» вновь завоевал Кубок Стэнли, и капитан команды Стив Айзерман передал кубок Константинову, который в инвалидном кресле с помощью партнёров совершил круг почёта с кубком. Позже имя Константинова в виде исключения было выгравировано на кубке вместе с именами хоккеистов, игравших в победном сезоне.
16-й номер, под которым всегда играл Константинов, официально не выведен из обращения в команде. Но в знак уважения ни один игрок не использует этот номер. В 1999 году нападающий Пэт Вербик, всю свою карьеру игравший под номером 16, подписав контракт с «Ред Уингз», получил номер 15. В 2001 году к команде присоединился Бретт Халл, также игравший в своих прежних клубах под номером 16, но он взял себе 17-й номер. Табличка с именем Константинова по-прежнему висит в раздевалке «Детройта», хотя его место остаётся пустым.
В 2005 году Владимир Константинов получил американское гражданство, за которым обратился годом ранее.
В мае 2013 года Константинов посетил хоккейный матч «Детройт» — «Анахайм» и заглянул в раздевалку «красных крыльев», вместе с ним на игре также присутствовали Игорь Ларионов, Томас Хольмстрём, Крис Дрэйпер, Кирк Молтби.
В ноябре 2022 года вместе с командой отмечал 25-летие завоевание кубка 1997 года. Константинову были оказаны особые почести.

## Статистика
|         |         | Регулярный сезон | Регулярный сезон | Регулярный сезон | Регулярный сезон | Регулярный сезон | Регулярный сезон | Регулярный сезон | Регулярный сезон | Регулярный сезон | Регулярный сезон | Регулярный сезон | Плей-офф | Плей-офф | Плей-офф | Плей-офф | Плей-офф | Плей-офф | Плей-офф | Плей-офф | Плей-офф |
| Год     | Команда | И                | Г                | П                | О                | Ш                | +/-              | ГБ               | ГМ               | ПГ               | Б                | %                | И        | Г        | П        | О        | Ш        | ГБ       | ГМ       | ПГ       |          |
| 1984-85 | ЦСКА    | 40               | 1                | 4                | 5                | 10               | -                | -                | -                | -                | -                | -                | -        | -        | -        | -        | -        | -        | -        | -        |          |
| 1985-86 | ЦСКА    | 26               | 4                | 3                | 7                | 12               | -                | -                | -                | -                | -                | -                | -        | -        | -        | -        | -        | -        | -        | -        |          |
| 1986-87 | ЦСКА    | 35               | 2                | 2                | 4                | 19               | -                | -                | -                | -                | -                | -                | -        | -        | -        | -        | -        | -        | -        | -        |          |
| 1987-88 | ЦСКА    | 50               | 3                | 6                | 9                | 32               | -                | -                | -                | -                | -                | -                | -        | -        | -        | -        | -        | -        | -        | -        |          |
| 1988-89 | ЦСКА    | 37               | 7                | 8                | 15               | 20               | -                | -                | -                | -                | -                | -                | -        | -        | -        | -        | -        | -        | -        | -        |          |
| 1989-90 | ЦСКА    | 47               | 14               | 13               | 27               | 44               | -                | -                | -                | -                | -                | -                | -        | -        | -        | -        | -        | -        | -        | -        |          |
| 1990-91 | ЦСКА    | 45               | 5                | 12               | 17               | 42               | -                | -                | -                | -                | -                | -                | -        | -        | -        | -        | -        | -        | -        | -        |          |
| 1991-92 | Детройт | 79               | 8                | 26               | 34               | 172              | +25              | 1                | 0                | 2                | 108              | 7.4              | 11       | 0        | 1        | 1        | 16       | 0        | 0        | 0        |          |
| 1992-93 | Детройт | 82               | 5                | 17               | 22               | 137              | +22              | 0                | 0                | 0                | 85               | 5.9              | 7        | 0        | 1        | 1        | 8        | 0        | 0        | 0        |          |
| 1993-94 | Детройт | 80               | 12               | 21               | 33               | 138              | +30              | 1                | 3                | 3                | 97               | 12.4             | 7        | 0        | 2        | 2        | 4        | 0        | 0        | 0        |          |
| 1994-95 | Детройт | 47               | 3                | 11               | 14               | 101              | +10              | 0                | 0                | 0                | 57               | 5.3              | 18       | 1        | 1        | 2        | 22       | 0        | 0        | 1        |          |
| 1995-96 | Детройт | 81               | 14               | 20               | 34               | 139              | +60              | 3                | 1                | 3                | 168              | 8.3              | 18       | 4        | 5        | 9        | 28       | 0        | 1        | 0        |          |
| 1996-97 | Детройт | 77               | 5                | 33               | 38               | 151              | +38              | 0                | 0                | 0                | 141              | 3.5              | 20       | 0        | 4        | 4        | 29       | 0        | 0        | 0        |          |
| Всего   | Всего   | 446              | 47               | 128              | 175              | 838              | +185             | 5                | 4                | 8                | 656              | 7.2              | 82       | 5        | 14       | 19       | 107      | 0        | 1        | 1        |          |

## В кинематографе
| Год  | Название        | Страна | Режиссёр     | В роли Константинова      | Примечания           |
| ---- | --------------- | ------ | ------------ | ------------------------- | -------------------- |
| 2014 | Слава           | Россия | Антон Азаров | Михаил Гаврилов-Третьяков | телесериал           |
| 2019 | Русская пятерка | США    | Джошуа Риль  | Владимир Константинов     | документальный фильм |

## Комментарии
1. ↑  Константинов не играл в сезоне 1997—1998, но «Детройт Ред Уингз» получили у НХЛ разрешение включить его в победный состав и выгравировать имя на кубке.